# DJ Black
Ricardo Alexander O’Neil Weeks (nacido el 2 de julio de 1972), más conocido por su nombre artístico DJ Black y formalmente como Ricardo Weeks, es un cantante panameño, compositor, productor musical y ejecutivo musical.

## Carrera musical
Ricardo Weeks comenzó su carrera a los 14 años a mediados de los 80, bajo el nombre de DJ Black. como fundador y miembro del grupo de danza "The World Condition" que constaba de 6 miembros, siendo estos DJ Black, Johnny, Sambo, Juny, Nel y Chichi.
En los años 90, Weeks, otra vez bajo el nombre de DJ Black, volvió a la escena musical, pero esta vez como un artista de Dancehall, con la grabación de las canciones Sinforoso, La Ingrata, El Celular, Baile Del Pique y Caliente Vengo, lo cual le dio popularidad Panamá.
En 2003, Weeks lanzó la canción anti-política "Chucha Su Madre", la cual sería relanzada en 2008. Tanto en 2003 como en 2008, la canción de DJ Black "Chucha Su Madre" fue objeto tanto de controversia como de elogios.
En 2005, Weeks grabó "Ratata", una Tiraera que utilizaba la pista de canción Rakatá de Wisin & Yandel, en la que hablaba sobre como los actos panameños de Reguetón no reciben la misma atención que los artistas puertorriqueños a pesar de que el Reguetón haya iniciado en Panamá. Weeks grabó la canción junto a Danger Man, artista de Dancehall y rapero panameño quien más tarde sería asesinado.
En 2008, Weeks relanza "Chucha Su Madre", en el contexto de nuevas elecciones y un Carnaval aproximándose. La canción llegó a ser número 1 en las listas de radio y video en Panamá y fue presentada en el Carnaval 2008. Debido a su uso de las palabras "Chucha Su Madre", el gobierno de Panamá censuró la canción. Esta acción hizo que Weeks no pudiera ceñirse la corona oficial de "El Rey del Carnaval". A pesar de este hecho, Weeks interpretó la canción para un público multitudinario.
En 2009, Weeks confirmó su alineación con Cambio Democrático y lanzó para ellos un jingle llamado Los locos somos más, el cual fue bien recibido por muchos, en especial los simpatizantes del partido, pero también criticado por otros quienes ahora cuestionaban el contenido de su canción anterior.
Con la victoria del Cambio Democrático, Weeks se convertiría en otra pieza más de la nueva administración. En 2010 fue nombrado por el entonces presidente Ricardo Martinelli como Embajador Cultural. En una entrevista, Weeks mencionó que no quería ser un funcionario de tiempo completo, sino que quería enfocarse en las áreas como la resocialización. Posteriormente, en 2009, Weeks se convirtió en Secretario Ejecutivo de la Etnia Negra en Panamá.
En enero de 2015, Suppose, exmiembro del dúo Jam & Suppose, lanza el diss track ¿Cómo te quedó el ojo, DJ Black? en el cual critica a diversos miembros del gobierno de Martinelli quienes han sido objeto de investigaciones por diversos crímenes, y critica al mismo DJ Black por su alineación con el partido. Weeks, quien está en proceso de retomar su carrera artística como DJ Black, ha mencionado que planea responder al diss track y referenciar temas de la actualidad panameña, pero sin intenciones personales contra Suppose ni haciendo ataques a los miembros de la pasada o de la actual administración.